# Katarzyna Osos
Katarzyna Osos (ur. 17 listopada 1980 w Świebodzinie) – polska polityk i prawniczka, radca prawny, w 2015 wojewoda lubuski, posłanka na Sejm VIII, IX i X kadencji.

## Życiorys
W 2004 ukończyła studia prawnicze w Wyższej Szkole Handlu i Prawa w Warszawie. Uzyskała uprawnienia radcy prawnego. Pracowała m.in. w Wojewódzkim Funduszu Ochrony Środowiska i Gospodarki Wodnej w Zielonej Górze i jako dyrektor biura poselskiego posłanki PO Bożenny Bukiewicz, następnie również w gabinecie politycznym ministra sprawiedliwości. Orzekała nadto w samorządowym kolegium odwoławczym. W latach 2010–2014 z ramienia Platformy Obywatelskiej zasiadała w radzie powiatu świebodzińskiego. W 2011 bez powodzenia kandydowała do Sejmu.
26 stycznia 2015 została powołana na stanowisko wojewody lubuskiego. W 2015 wystartowała w wyborach parlamentarnych. Otrzymała 5749 głosy, zdobywając tym samym mandat poselski z listy PO w okręgu lubuskim. W konsekwencji w listopadzie 2015 zakończyła urzędowanie jako wojewoda. W Sejmie VIII kadencji została członkinią Komisji Sprawiedliwości i Praw Człowieka, Komisji Odpowiedzialności Konstytucyjnej oraz Komisji Nadzwyczajnej do spraw zmian w kodyfikacjach, pracowała też w Komisji Edukacji, Nauki i Młodzieży oraz Komisji Ustawodawczej.
W wyborach w 2019 z powodzeniem ubiegała się o poselską reelekcję z ramienia Koalicji Obywatelskiej, otrzymując 11 619 głosów. W 2023 została wybrana do Sejmu X kadencji (dostała 11 832 głosy). W 2024 z ramienia KO bez powodzenia startowała w wyborach do Parlamentu Europejskiego z okręgu nr 13 (otrzymała 3654 głosy).

## Wyniki w wyborach ogólnopolskich
| Wybory | Komitet wyborczy                | Komitet wyborczy      | Organ             | Okręg        | Wynik          |
| ------ | ------------------------------- | --------------------- | ----------------- | ------------ | -------------- |
| 2011   |                                 | Platforma Obywatelska | Sejm VII kadencji | nr 8         | 2499 (0,75%)   |
| 2015   | Sejm VIII kadencji              | Platforma Obywatelska | 5749 (1,66%)      | nr 8         |                |
| 2019   |                                 | Koalicja Obywatelska  | Sejm IX kadencji  | nr 8         | 11 619 (2,65%) |
| 2023   | Sejm X kadencji                 | Koalicja Obywatelska  | 11 832 (2,29%)    | nr 8         |                |
| 2024   | Parlament Europejski X kadencji | Koalicja Obywatelska  | nr 13             | 3654 (0,48%) |                |

## Odznaczenia
- Odznaka Honorowa za Zasługi dla Województwa Lubuskiego (2021)[9]